# 조병천
조병천(1960년 5월 25일 ~)은 청보 핀토스, 태평양 돌핀스에서 뛰었던 전 야구 선수다. 전주상고를 졸업했다. 그 후 한국화장품 야구단에서 뛰다가 청보 핀토스에 지명되어 프로에 입단했다.

## 청보 핀토스 시절
선발과 계투를 오가며 등판했으며, 특히 1987년에는 6번의 선발 등판 중 4번이나 완투를 하기도 했다.

## 태평양 돌핀스 시절
팀이 태평양 돌핀스가 되면서 본격적으로 선발 투수로 자리를 잡았다. 팀 전력 탓에 승운은 없었지만 1988년 팀의 선발진의 한 축을 담당하며 데뷔 첫 규정 이닝을 채웠고, 3점대 평균자책점을 올렸다. 1989년에는 주춤했으나 1990년에 다시 3점대 평균자책점을 기록했다. 그러나 이후 부진에 시달려 1992년을 끝으로 은퇴했다.

## 기록
- 1986년: 30경기 94.2이닝 1승 6패 4.66
- 1987년: 19경기 78.1이닝 4승 4패 4.71
- 1988년: 28경기 128이닝 2승 10패 1S 3.94
- 1989년: 13경기 28.2이닝 2패 4.71
- 1990년: 26경기 99.1이닝 6승 8패 2S 3.99
- 1991년: 16경기 54이닝 1승 6패 6.67
- 1992년: 10경기 17이닝 1승 2패 1S 7.94

## 같이 보기
- 청보 핀토스 연도별 선수 명단